# Torleif Hoppe
Torleif Hoppe (født 27. december 1965 i København) er en dansk manuskriptforfatter og instruktør
Han er medskaber af tv-serien Forbrydelsen for DR. Vinder af BAFTA-prisen, Robert-prisen og nomineret til to Emmy Awards. Skaber af serien DNA for TV2 og Arte France. Medforfatter af TV-serien Nikolaj og Julie, som vandt en Emmy Award. Han har også været det femte medlem af rockbandet D-A-D i over 25 år, hvor han bl.a. har stået for lys, scenografi og musikvideoer. I 1991 instruerede han musikvideoen til "Bad Craziness", som vandt prisen som "Årets Danske Musikvideo" ved Danish Music Awards i 1992.
I 2008 lavede han dokumentaren D.A.D: True Believer om sine 25 år med gruppen. Filmen modtog GAFFA-Prisen i 2008 for "Årets Danske Musik-dvd".

## Filmografi som manuskriptforfatter
- 2022 DNA II
- 2019 DNA I
- 2018 Broen IIII (storyline episode 1,2,3,4,5,6,7,8)
- 2014 Those Who Kill (2 episoder baseret på "Utopia")
- 2012 Forbrydelsen III
- 2011 Den som dræber (2 episoder, "Utopia" del 1 og 2)
- 2009 Forbrydelsen II
- 2007 Forbrydelsen
- 2003 Nikolaj og Julie (episode 13, 19 og 21)
- 2008 D.A.D: True Believer (dokumentar, også som instruktør)
- 2002 Hotellet (afsnit 58)
- 1996 Et hundeliv (kortfilm)